# Insming
Insming è un comune francese di 624 abitanti situato nel dipartimento della Mosella nella regione del Grand Est. Il territorio comunale è bagnato dal fiume Albe.

## Società

### Evoluzione demografica
Abitanti censiti